# Boulez Conducts Zappa: The Perfect Stranger
Boulez Conducts Zappa: The Perfect Stranger je studiové album amerického multiinstrumentalisty Franka Zappy, vydané v roce 1984 u Angel Records.

## Seznam skladeb
Všechny skladby napsal Frank Zappa.

### Strana 1
1. "The Perfect Stranger" – 12:42
2. "Naval Aviation in Art?" – 2:28
3. "The Girl in the Magnesium Dress" – 3:27

### Strana 2
1. "Outside Now Again" – 4:06
2. "Love Story" – 1:00
3. "Dupree's Paradise" – 7:53
4. "Jonestown" – 7:07

## Sestava
- Frank Zappa – synclavier
- Pierre-Laurent Aimard – piáno
- Guy Arnaud – basklarinet
- Lawrence Beauregard – flétna
- Pierre Boulez – dirigent
- Daniel Ciampolini – perkuse
- Antoine Curé – trubka
- Ensemble intercontemporain – orchestr
- Péter Eötvös – hudební režisér
- Jacques Ghestem – housle
- Marie-Claire Jamet – harfa
- The London Symphony Orchestra
- John Matousek – mastering
- Paul Meyer – klarinet
- Jerôme Naulais – pozoun
- David Ocker – programming
- Bob Stone – remixing